# Венера експрес
Венера експрес (енгл. Venus Express) је прва мисија Европске свемирске агенције ка Венери. Лансирана је у новембру 2005. године, а ушла у поларну орбиту око Венере у априлу 2006. Од тада без престанка шаље научне податке назад ка Земљи. Главни задатак летелице, која је опремљена са седам инструмената, је изучавање Венерине атмосфере током дужег временског периода. Надгледање у тако дугом временском периоду до тада није спроведено у претходним мисијама ка овој планети, а кључно је за боље разумевање атмосферске динамике. Научници се надају да ће такав тип изучавања донети нова сазнања у атмосферској динамици уопште што ће помоћи у разумевању климатских промена на Земљи. Европска свемирска агенција је 16. децембра 2014. године окончала мисију, када је контакт са сондом изгубљен 28. новембра. Мисија је проглашена веома успешном.